# Linjär geometri

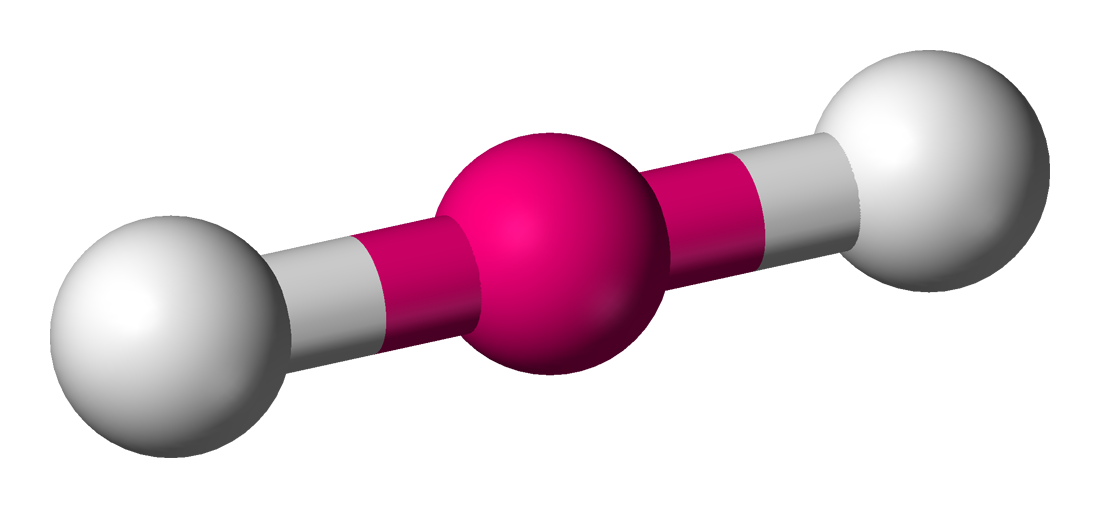
En generaliserad struktur med centralatomen i rosa.

Linjär geometri är en molekylär geometri med koordinationstalet 2. I idealfallet kan en linjär molekyl skrivas som AX2, där A ofta är sp-hybridiserad och samtliga X identiska. I en sådan molekyl är bindningsvinklarna 180° och dipolmomentet är 0, eftersom molekylen är fullständigt symmetrisk. Exempel på linjära molekyler/joner är: berylliumfluorid BF2, koldioxid CO2 och azidjonen N3-. I fall som avviker från idealfallet, där X inte är identiska, förekommer de i kolen i alkyner och nitriler. Exempel: acetylen HC≡CH, vätecyanid HC≡N och acetonitril CH3C≡N.